# Simulation multi-physique
La simulation multi-physique est, en analyse numérique, une tentative de reproduction du comportement d'un modèle dépendant de différents domaines des sciences physiques. Il peut s'agir de domaines mécaniques, thermiques, chimiques, électromagnétiques, etc.